# Delphyre rufiventris
Delphyre rufiventris là một loài bướm đêm thuộc phân họ Arctiinae, họ Erebidae.